# Linguistische Synergetik
Die linguistische Synergetik (auch: synergetische Linguistik, sprachliche Synergetik) hat zum Ziel, das Zusammenwirken möglichst vieler Sprachgesetze in einem einheitlichen System vorzuschlagen und empirisch zu überprüfen. Soweit dies gelingt, kommt man zu einem neuen Konzept einer Sprachtheorie. Die linguistische Synergetik erfüllt damit ein zentrales Anliegen der von Gabriel Altmann geprägten neueren Quantitativen Linguistik. Ihrer Ausarbeitung hat Reinhard Köhler eine ganze Reihe von Arbeiten gewidmet.

## Ein elementares Konzept
In einfachster Form stellt sich dieses Konzept als Köhlers Regelkreis dar, in dem folgende Zusammenhänge gelten: Je häufiger Wörter sind, desto kürzer sind sie; je kürzer Wörter sind, desto mehr verschiedene Bedeutungen haben sie;; je mehr verschiedene Bedeutungen Wörter haben, in desto mehr unterschiedlichen Texten kommen sie vor; in je mehr Texten Wörter vorkommen, desto häufiger sind sie auch insgesamt. Hier schließt sich dieser einfache Regelkreis (Köhler & Altmann 1986). Dieses Grundmodell gilt nicht für einzelne Wörter, sondern immer nur für eine große, möglichst repräsentative Menge von Wörtern. Es ist inzwischen um etliche weitere Zusammenhänge angereichert worden (Köhler 1986; Hammerl 1991). So ist nachweisbar, dass die Wortlängen in einer Sprache vom Umfang ihres Phoneminventars abhängen. Auch die semantischen Eigenschaften der Wörter (Polysemie, Synonymie) sind mit ihrer Länge verknüpft. Es hat sich außerdem gezeigt, dass die Polysemie von Wörtern je nach ihrem Alter unterschiedlich ausfällt: Je älter Wörter sind, desto größer ist tendenziell ihre Polysemie. Auch die Rolle der Sprachfunktionen, hier „Systembedürfnisse“ genannt, ist in das Modell einbezogen worden. Es hat sich in einer Vielzahl von Untersuchungen bewährt und konnte auch auf außersprachliche Gegenstände übertragen werden.

## Beispiele für Regelkreise
Es sind mehrere Regelkreise entwickelt worden: Die Anwendung auf die deutsche (Köhler 1986) und die polnische Lexik (Hammerl 1991) wurde bereits erwähnt; in entsprechender Weise wurde die japanische Lexik bearbeitet. Das Modell des Regelkreises konnte ferner auf die Morphologie übertragen werden. Für den Bereich der Syntax hat Köhler (1999) ein entsprechendes Konzept entwickelt. Neuerdings ist ein ähnlicher Regelkreis für die Silbe erstellt worden, in den unter anderen die Silbenhäufigkeit und -länge, die Wortlänge und die Häufigkeit von Silbentypen einbezogen sind. Einen Regelkreis für die Einflüsse, die sich auf die Zahl der Silben auswirken, haben Zörnig & Altmann präsentiert. Auch für die Schrift und für musikalische Gegenstände lässt sich ein solcher Regelkreis erstellen. Das Konzept hat sich damit als außerordentlich erfolgreich erwiesen.

## Historisches
Als Vorläufer der modernen linguistischen Synergetik kann George Kingsley Zipf benannt werden, wie Prün (1999) ausführlich darlegt. Im Anschluss an Köhler (1986) wurde in Bochum ein interdisziplinäres Forschungsprojekt „Sprachliche Synergetik“ begründet, aus dem unter anderem die Untersuchung von Hammerl (1991) hervorging.